# Campionati del mondo di atletica leggera 2017 - 1500 metri piani maschili
La gara dei 1500 metri piani maschili dei Campionati del mondo di atletica leggera 2017 si è svolta tra il 10 e il 13 agosto.
Durante le batterie, l'atleta Harvey Dixon ottiene il nuovo record nazionale di Gibilterra (3'44"03).

## Podio
| Pos.    | Atleta             | Nazionalità | Misura  |
| ------- | ------------------ | ----------- | ------- |
| Oro     | Elijah Manangoi    | Kenya       | 3'33"61 |
| Argento | Timothy Cheruiyot  | Kenya       | 3'33"99 |
| Bronzo  | Filip Ingebrigtsen | Norvegia    | 3'34"53 |

## Situazione pre-gara

### Record
Prima di questa competizione, il record del mondo (RM) e il record dei campionati (RC) erano i seguenti.
| Record                | Prestazione | Atleta                     | Data                            | Competizione  |
| --------------------- | ----------- | -------------------------- | ------------------------------- | ------------- |
| Record mondiale       | 3'26"00     | Hicham El Guerrouj Marocco | 14 luglio 1998 Roma, Italia     |               |
| Record dei campionati | 3'27"65     | Hicham El Guerrouj Marocco | 24 agosto 1999 Siviglia, Spagna | Mondiali 1999 |

### Campioni in carica
I campioni in carica a livello mondiale e olimpico erano:
| Campione | Atleta                         | Prestazione | Data                                   | Competizione              |
| -------- | ------------------------------ | ----------- | -------------------------------------- | ------------------------- |
| Olimpico | Matthew Centrowitz Stati Uniti | 3'50"00     | 20 agosto 2016 Rio de Janeiro, Brasile | Olimpiadi 2016            |
| Mondiale | Asbel Kiprop Kenya             | 3'34"40     | 18 agosto 2015 Pechino (Cina)          | Campionati del mondo 2015 |

### La stagione
Prima di questa gara, gli atleti con le migliori tre prestazioni dell'anno erano:
| Pos. | Atleta                  | Prestazione | Data                                |
| ---- | ----------------------- | ----------- | ----------------------------------- |
| 1    | Elijah Manangoi Kenya   | 3'28"80     | 21 luglio 2017 Principato di Monaco |
| 2    | Timothy Cheruiyot Kenya | 3'29"10     | 21 luglio 2017 Principato di Monaco |
| 3    | Ronald Kwemoi Kenya     | 3'30"89     | 15 aprile 2017 Nairobi, Kenya       |

## Risultati

### Batterie
Le batterie si sono tenute il 10 agosto dalle ore 20:25.

Qualificazione: i primi sei di ogni batteria (Q) e i sei tempi migliori (q) si qualificano alle semifinali.
| Pos | Batteria | Nome                        | Nazionalità        | Tempo   | Note                                     |
| --- | -------- | --------------------------- | ------------------ | ------- | ---------------------------------------- |
| 1   | 3        | Luke Mathews                | Australia          | 3'38"19 | Q                                        |
| 2   | 3        | Timothy Cheruiyot           | Kenya              | 3'38"41 | Q                                        |
| 3   | 3        | Filip Ingebrigtsen          | Norvegia           | 3'38"46 | Q                                        |
| 4   | 3        | Jake Wightman               | Gran Bretagna      | 3'38"50 | Q                                        |
| 5   | 3        | Homiyu Tesfaye              | Germania           | 3'38"57 | Q                                        |
| 6   | 3        | Adel Mechaal                | Spagna             | 3'38"99 | Q                                        |
| 7   | 3        | Fouad Elkaam                | Marocco            | 3'39"33 | q                                        |
| 8   | 3        | John Gregorek               | Stati Uniti        | 3'39"62 | q                                        |
| 9   | 3        | Kalle Berglund              | Svezia             | 3'39"62 | q                                        |
| 10  | 3        | Benson Seurei               | Bahrein            | 3'39"77 | q                                        |
| 11  | 3        | Michał Rozmys               | Polonia            | 3'40"28 | q                                        |
| 12  | 2        | Sadik Mikhou                | Bahrein            | 3'42"12 | Q                                        |
| 13  | 2        | Jakub Holuša                | Rep. Ceca          | 3'42"31 | Q                                        |
| 14  | 2        | Chris O'Hare                | Gran Bretagna      | 3'42"53 | Q                                        |
| 15  | 2        | Ronald Musagala             | Uganda             | 3'42"75 | Q                                        |
| 16  | 2        | Nick Willis                 | Nuova Zelanda      | 3'42"75 | Q                                        |
| 17  | 2        | Robby Andrews               | Stati Uniti        | 3'43"03 | Q                                        |
| 18  | 2        | Ronald Kwemoi               | Kenya              | 3'43"10 | q                                        |
| 19  | 2        | Federico Bruno              | Argentina          | 3'43"16 |                                          |
| 20  | 2        | Ryan Gregson                | Australia          | 3'43"28 |                                          |
| 21  | 2        | Marc Alcalá                 | Spagna             | 3'43"28 |                                          |
| 22  | 3        | Ismael Debjani              | Belgio             | 3'43"71 |                                          |
| 23  | 3        | Harvey Dixon                | Gibilterra         | 3'44"03 | Record nazionale                         |
| 24  | 1        | Elijah Manangoi             | Kenya              | 3'45"93 | Q                                        |
| 25  | 1        | Asbel Kiprop                | Kenya              | 3'45"96 | Q                                        |
| 26  | 1        | Timo Benitz                 | Germania           | 3'46"01 | Q                                        |
| 27  | 1        | Abdalaati Iguider           | Marocco            | 3'46"03 | Q                                        |
| 28  | 1        | Marcin Lewandowski          | Polonia            | 3'46"06 | Q                                        |
| 29  | 1        | Jordan Williamsz            | Australia          | 3'46"11 | Q                                        |
| 30  | 1        | Mahiedine Mekhissi-Benabbad | Francia            | 3'46"17 |                                          |
| 31  | 1        | Samuel Tefera               | Etiopia            | 3'46"22 |                                          |
| 32  | 1        | David Torrence              | Perù               | 3'46"39 |                                          |
| 33  | 1        | Ayanleh Souleiman           | Gibuti             | 3'46"64 |                                          |
| 34  | 1        | Josh Kerr                   | Gran Bretagna      | 3'47"30 |                                          |
| 35  | 1        | Abderrahmane Anou           | Algeria            | 3'47"38 |                                          |
| 36  | 1        | David Bustos                | Spagna             | 3'47"52 |                                          |
| 37  | 1        | Matthew Centrowitz          | Stati Uniti        | 3'48"34 |                                          |
| 38  | 2        | Benjamín Enzema             | Guinea Equatoriale | 3'48"39 |                                          |
| 39  | 3        | Erick Rodríguez             | Nicaragua          | 3'52"35 | Miglior prestazione personale stagionale |
| 40  | 2        | Dominic Lobalu              | Atleti rifugiati   | 3'52"78 | Miglior prestazione personale            |
| 41  | 2        | Richard Douma               | Paesi Bassi        | 3'55"36 | q                                        |
| 42  | 3        | Taresa Tolosa               | Etiopia            | dnf     |                                          |
| 43  | 2        | Brahim Akachab              | Marocco            | dns     |                                          |
| 44  | 2        | Chala Regassa               | Etiopia            | dns     |                                          |
| 45  | 1        | Thiago André                | Brasile            | dns     |                                          |

### Semifinali
Le semifinali si sono tenute l'11 agosto dalle ore 20:10.

Qualificazione: i primi cinque di ogni batteria (Q) e i due tempi migliori (q) si qualificano alla finale.
| Pos | Batteria | Nome               | Nazionalità   | Tempo   | Note |
| --- | -------- | ------------------ | ------------- | ------- | ---- |
| 1   | 2        | Jakub Holuša       | Rep. Ceca     | 3'38"05 | Q    |
| 2   | 2        | Timothy Cheruiyot  | Kenya         | 3'38"14 | Q    |
| 3   | 2        | Marcin Lewandowski | Polonia       | 3'38"32 | Q    |
| 4   | 2        | Chris O'Hare       | Gran Bretagna | 3'38"59 | Q    |
| 5   | 2        | Fouad Elkaam       | Marocco       | 3'38"64 | Q    |
| 6   | 2        | Nick Willis        | Nuova Zelanda | 3'38"68 | q    |
| 7   | 2        | John Gregorek      | Stati Uniti   | 3'38"68 | q    |
| 8   | 2        | Jordan Williamsz   | Australia     | 3'38"93 |      |
| 9   | 2        | Ronald Kwemoi      | Kenya         | 3'39"47 |      |
| 10  | 2        | Homiyu Tesfaye     | Germania      | 3'39"72 |      |
| 11  | 2        | Kalle Berglund     | Svezia        | 3'40"05 |      |
| 12  | 1        | Elijah Manangoi    | Kenya         | 3'40"10 | Q    |
| 13  | 1        | Asbel Kiprop       | Kenya         | 3'40"14 | Q    |
| 14  | 1        | Filip Ingebrigtsen | Norvegia      | 3'40"23 | Q    |
| 15  | 1        | Sadik Mikhou       | Bahrein       | 3'40"52 | Q    |
| 16  | 1        | Adel Mechaal       | Spagna        | 3'40"60 | Q    |
| 17  | 1        | Abdalaati Iguider  | Marocco       | 3'40"76 |      |
| 18  | 1        | Luke Mathews       | Australia     | 3'40"91 |      |
| 19  | 2        | Benson Seurei      | Bahrein       | 3'40"96 |      |
| 20  | 1        | Jake Wightman      | Gran Bretagna | 3'41"79 |      |
| 21  | 1        | Ronald Musagala    | Uganda        | 3'42"01 |      |
| 22  | 1        | Michał Rozmys      | Polonia       | 3'42"94 |      |
| 23  | 1        | Timo Benitz        | Germania      | 3'44"38 |      |
| 24  | 2        | Richard Douma      | Paesi Bassi   | 3'47"74 |      |
| 25  | 1        | Robby Andrews      | Stati Uniti   | dnf     |      |

### Finale
La finale si è svolta il 13 agosto alle ore 20:30.
| Pos. | Nome               | Nazionalità   | Tempo   | Note |
| ---- | ------------------ | ------------- | ------- | ---- |
|      | Elijah Manangoi    | Kenya         | 3'33"61 |      |
|      | Timothy Cheruiyot  | Kenya         | 3'33"99 |      |
|      | Filip Ingebrigtsen | Norvegia      | 3'34"53 |      |
| 4    | Adel Mechaal       | Spagna        | 3'34"71 |      |
| 5    | Jakub Holuša       | Rep. Ceca     | 3'34"89 |      |
| 6    | Sadik Mikhou       | Bahrein       | 3'35"81 |      |
| 7    | Marcin Lewandowski | Polonia       | 3'36"02 |      |
| 8    | Nick Willis        | Nuova Zelanda | 3'36"82 |      |
| 9    | Asbel Kiprop       | Kenya         | 3'37"24 |      |
| 10   | John Gregorek      | Stati Uniti   | 3'37"56 |      |
| 11   | Fouad Elkaam       | Marocco       | 3'37"72 |      |
| 12   | Chris O'Hare       | Gran Bretagna | 3'38"28 |      |